# Mount Hector, Alberta
Mount Hector är ett berg i Kanada.   Det ligger i provinsen Alberta, i den centrala delen av landet, 3 000 km väster om huvudstaden Ottawa. Toppen på Mount Hector är 3 394 meter över havet.
Terrängen runt Mount Hector är bergig åt sydväst, men åt nordost är den kuperad. Mount Hector är den högsta punkten i trakten. Trakten runt Mount Hector är nära nog obefolkad, med mindre än två invånare per kvadratkilometer.. Närmaste större samhälle är Lake Louise, 16,4 km söder om Mount Hector. 
I omgivningarna runt Mount Hector växer i huvudsak barrskog.